# Situle de Providence
La situle de Providence est une situle historiée en bronze, récipient en forme de seau tronconique, conservée au musée de l'école de dessin (Institute of Design) de Providence (Rhode Island), capitale de l'État de Rhode Island aux États-Unis. Elle se rattache à l'art des situles, style de décor figuré répandu de l'Italie du Nord à la Dalmatie entre le VIe et le IVe siècles av. J.-C.

## Provenance et datation
Cette situle, mentionnée pour la première fois en 1934, a été acquise sur le marché des antiquités. Il semble qu'elle provienne de la nécropole de la Certosa, à Bologne, d'où vient aussi la situle de la Certosa, représentant majeur de l'art des situles. En raison de l'absence de contexte archéologique, il n'est pas possible de la dater avec une grande précision. W. Lucke, sur la base de critères stylistiques, considère qu'elle est antérieure à la situle de la Certosa, mais ses critères ont été contestés ; Christiane Saulnier pense qu'elle est postérieure, car les motifs décoratifs orientalisants ont totalement disparu, ainsi que les animaux ailés d'inspiration gréco-orientale.

## Décoration
La décoration est disposée en trois registres horizontaux :
- Registre inférieur : frise de neuf animaux réalistes, parmi lesquels des cerfs et des bouquetins.
- Registre médian : défilé de quatorze guerriers, armés d'une lance et d'un bouclier ovale.
- Registre supérieur : vingt-cinq personnages composant une scène de banquet et de jeux.

Les motifs orientalisants présents sur la situle Benvenuti et, dans une moindre mesure, sur la situle de la Certosa, sont absents sur la situle de Providence.